# Astrid Veillon
Astrid Veillon de La Garoullaye, coneguda com Astrid Veillon (Sainte-Foy-lès-Lyon, 30 d'octubre de 1971) és una actriu i exmodel francesa.
Ha treballat principalment en sèries de televisió, com Le Miel et les Abeilles, Extrême Limite, Les Garçons de la plage, Jamais deux sans toi...t, Sous le soleil, Commissaire Moulin, Quai n° 1, Commissaire Magellan, Nina, Tandem o Caïn, i ha aparegut com a convidada en capítols d'altres sèries: Highlander (capítol "Desiree", 1997) i Alice Nevers : Le juge est une femme (capítol "Trop d'amour, 2013).
També ha treballat en les pel·lícules L'Affaire (Sergio Gobbi, 1994), Old School (Karim Abbou, 2000), Operació Swordfish (Dominic Sena, 2001) i Un prince (presque) charmant (Philippe Lellouche, 2013) i també al teatre en algunes obres i ha escrit la comèdia La Salle de bain.

## Vida personal
De jove va posar per a les revistes Playboy i Newlook. En el seu llibre Neuf mois dans la vie d'une femme (Éditions Calmann-Lévy, 2010) va parlar de la seva lluita per a acceptar-se físicament i va explicar que des de l'adolescència fins a la trentena va patir anorèxia i bulímia.
Té un fill d'11 anys, Jules, amb el seu company Gilles, que és paisatgista. L'actriu va explicar en una entrevista de 2021 que després de 13 anys de parella van decidir no viure junts, per "viure (la seva) parella d'una altra manera", decisió que van prendre durant el confinament durant la pandèmia de COVID-19.